# Strophanthus caudatus
Strophanthus caudatus es una especie de liana de la familia Apocynaceae.

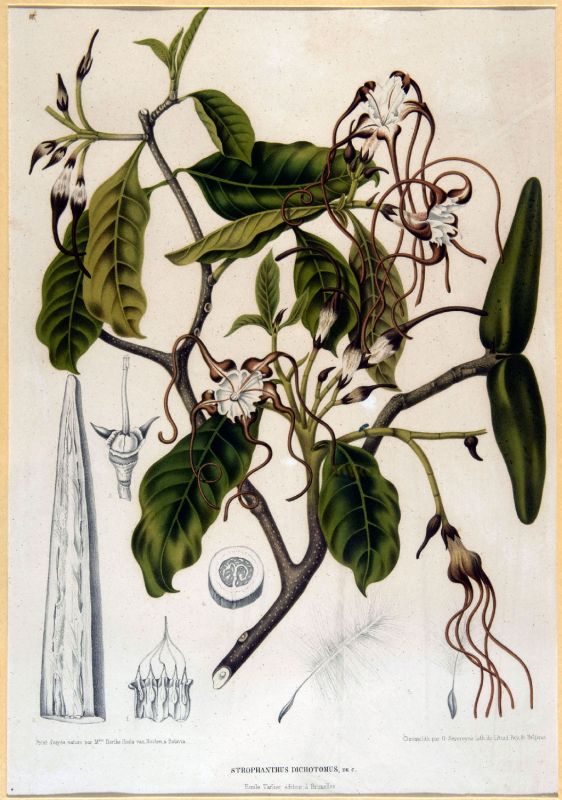
Ilustración

## Descripción
Es una liana leñosa que puede alcanzar los 12 m de longitud, con un diámetro de 1,5 cm. Se encuentra en Camboya, China, India, Indonesia, Laos, Malasia, Birmania, Filipinas, Singapur, Tailandia y Vietnam.
Son lianas leñosas, que alcanzan un tamaño de 12 m de longitud, glabras excepto por las flores, con látex transparente o blanco. Tronco de 1,5 cm de diámetro;. Ramas de color marrón oscuro, lenticelladas. Pecíolo de 3-13 mm; limbo elíptico, obovadas, u ovadas, 5-24 X 2,5 a 11 cm, cuero o similar al papel, nervios laterales 5-13 pares. Las inflorescencias en cimas de 5-15 cm, 5-25 de flores, brácteas 2, linear, 2-12 mm, de hoja caduca. Pedicelo 7-11 mm. Sépalos ovados o estrechamente triangulares, 0,3 a 1,9 cm, glabra. Corola blanca, se tornan amarillas y luego rojas, rayado de rojo o púrpura en el interior. Semillas 1-2,5 cm, pico 2.3 a 4.6 cm, coma 5-9 cm. Fl. Abril-junio. Tiene un número de cromosomas de 2 n = 20.

## Taxonomía
Strophanthus caudatus fue descrito por (L.) Kurz  y publicado en Journal of the Asiatic Society of Bengal 46(2): 257. 1877.
Etimología
Strophanthus: nombre genérico que deriva de "strophos" y "anthos" (flor torcida) por los segmentos torcidos de su corola que en alguna especies alcanzan hasta 35 cm de longitud.
Sinonimia
- Echites caudata L.
- Nerium caudatum (L.) Lam.[4]
- Apocynum floristratum Noronha
- Nerium scandens Lour.
- Strophanthus cumingii A.DC.
- Strophanthus dichotomus DC.
- Strophanthus erectus Merr.
- Strophanthus giganteus Pierre
- Strophanthus griffithii Wight
- Strophanthus horsfieldianus Miq.
- Strophanthus letei Merr.
- Strophanthus longicaudatus Wight
- Strophanthus macrophyllus (Franch.) Pierre
- Strophanthus pierrei F.Heim
- Strophanthus scandens Reinw. & Schult.
- Strophanthus terminalis Blume[5][6]